# Atsuhiro Miura
Atsuhiro Miura (Ōita, Prefectura d'Ōita, Japó, 24 de juliol de 1974) és un exfutbolista japonès.

## Selecció japonesa
Atsuhiro Miura va disputar 25 partits amb la selecció japonesa.